# Liste der Tiefseegräben

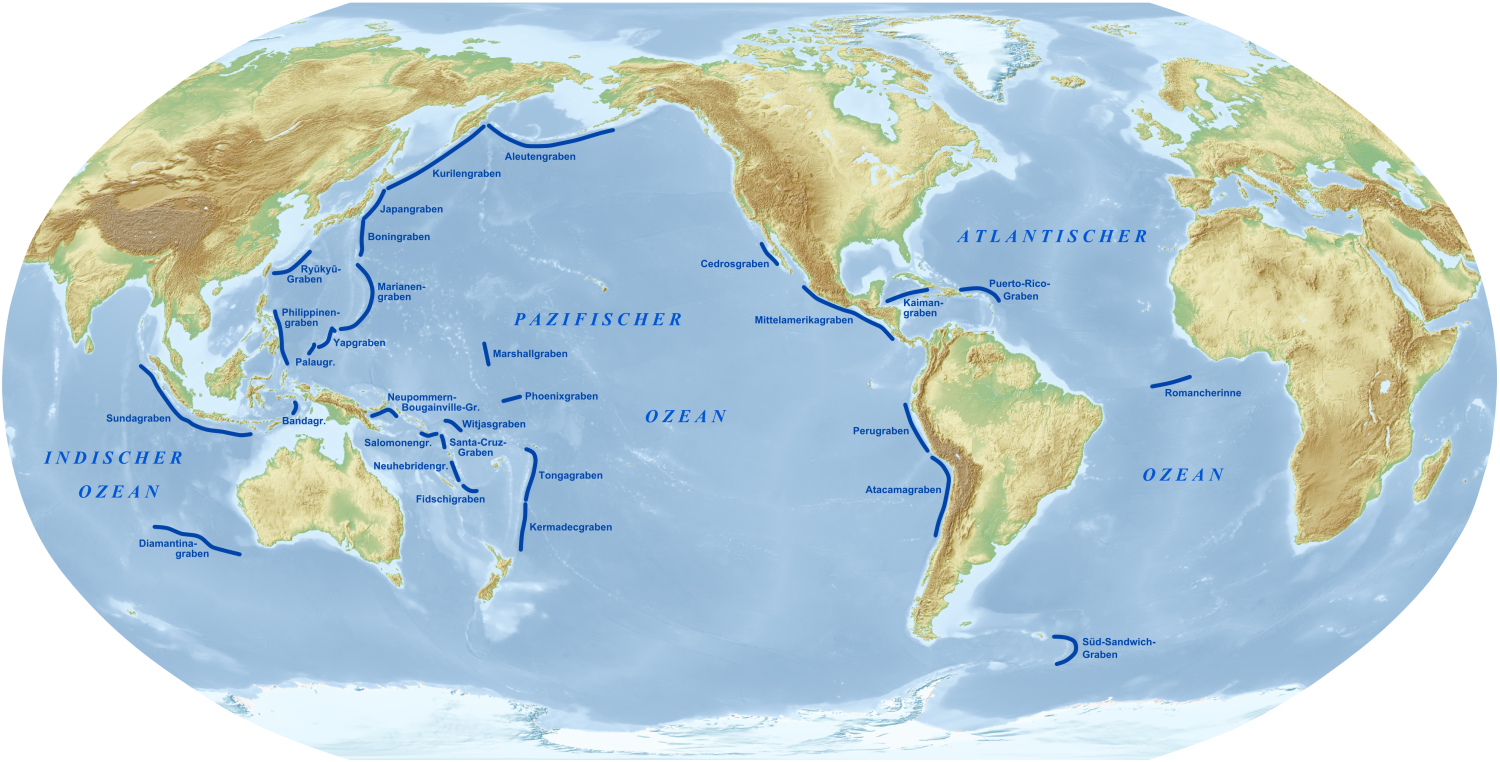
Karte der Tiefseegräben

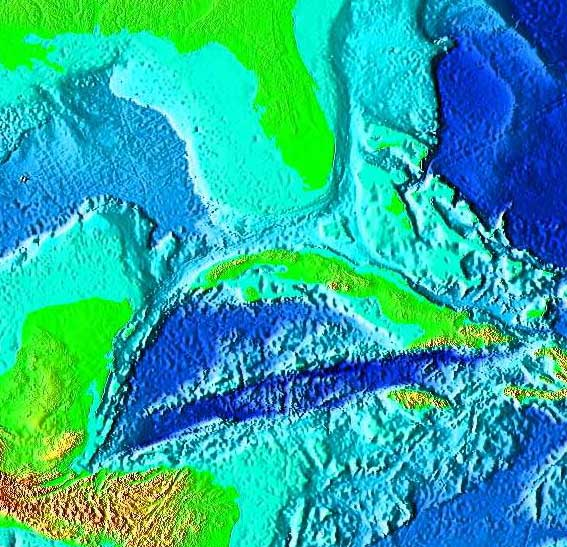
Relief des Kaimangrabens – Tiefe bis 7.680 Meter

Die Liste der Tiefseegräben enthält 30 Tiefseegräben (Entstehung durch Verwerfung) bzw. Tiefseerinnen (Entstehung durch Subduktion) der Erde mit mindestens 6.000 Metern Tiefe. Zu jedem Graben wird die größte Tiefe, die Grabenlänge, der Ozean, in dem der Graben liegt, sowie die dort aufeinanderstoßenden Kontinentalplatten genannt. Sechs Gräben, der Marianengraben (bis 11.034 Meter), der Tongagraben (bis 10.882 Meter), der Boningraben (bis 10.554 Meter), der Kurilengraben (bis 10.542 Meter), der Philippinengraben (bis 10.540 Meter) und der Kermadecgraben (bis 10.047 Meter) haben eine Tiefe von mehr als 10.000 Metern; sie befinden sich alle im westlichen Pazifik. Zehn weitere Gräben sind tiefer als 8.000 Meter. Der längste Graben ist der Aleutengraben im nördlichen Pazifik mit über 3.000 Kilometern Länge.
Eine Erhebung des Meeresbodens heißt Schwelle oder Meeresrücken (Tiefseerücken).

## Erklärung
- Name des Grabens: Nennt den Namen des Grabens. In (Klammern) wird ein alternativer Name genannt.
- Größte Tiefe in Metern (Name): Nennt die größte Tiefe des Grabens in Metern und ggf. deren Namen. Die Tiefenangabe beruht entweder auf Echolotung oder auf Drahtlotung.
- Weitere Tiefen in Metern (Name): Nennt weitere Tiefen des Grabens in Metern und ggf. deren Namen.
- Länge: Nennt die Länge des Grabens in Kilometern.
- Ozean: Nennt den Ozean, in dem der Graben liegt.
- Kontinentalplatten: Nennt die beiden Kontinentalplatten, die an der Nahtstelle aufeinandertreffen, oder das entsprechende Tiefseebecken.

Hinweis: Die Reihenfolge der Liste ist nach Grabensystem sortiert und gruppiert. Sie ist aber auch sortierbar: durch Anklicken der kleinen Dreiecke am rechten Rand eines Spaltenkopfes wird die Liste nach dieser Spalte sortiert, zweimaliges Anklicken kehrt die Sortierung um. Durch das Anklicken zweier Spalten hintereinander lässt sich jede gewünschte alphabetische oder numerische Sortier-Kombination erzielen. Die Wiederherstellung der ursprünglichen (geographischen) Reihenfolge erfolgt durch einen dritten Klick auf die Dreieckspfeile oder mit neuladen der Seite.

## Tiefseegräben (und Rinnen)

### Legende
Abkürzung für die Kontinentalplatten (K-Pl.) / Tiefseebecken:
- Pazifische Platte (Pa-P)
- Philippinische Platte (Ph-P)
- Australische Platte (Au-P)
- Eurasische Platte (Eu-P)
- Nordamerikanische Platte (Na-P)
- Südamerikanische Platte (Sa-P)
- Sandwich-Platte (Sw-P)
- Nazca-Platte (Nz-P)
- Karibische Platte (Ka-P)
- Afrikanische Platte (Af-P)
- Cocosplatte (Co-P)
- Fanningbecken (Fa-B)
- Südostindisches Becken (Si-P)

Abkürzungen für die Ozeane:
- Pazifischer Ozean (Paz)
- Indischer Ozean (Ind)
- Atlantischer Ozean (Atl)

### Liste
| Name                           | Größte Tiefe (m) | Name                            | weitere Tiefpunkte                                     | Länge in km | Ozean | K-Pl.     |
| ------------------------------ | ---------------- | ------------------------------- | ------------------------------------------------------ | ----------- | ----- | --------- |
| Marianengraben                 | 11034            | Witjastief 1, (nicht bestätigt) | - 10984 Challengertief - 10714 Sirenatief              | 2250        | Paz   | Ph-P Pa-P |
| Tongagraben                    | 10882            | Witjastief 2                    | - 10647 Horizontief - 10024                            | 1250        | Paz   | Au-P Pa-P |
| Boningraben                    | 10554            | Ramapotief                      | - 09810 - 09624                                        | 1100        | Paz   | Ph-P Pa-P |
| Philippinengraben              | 10540            | Galatheatief                    | - 10497 Cape-Johnson-Tief - 10400 Emdentief            | 1325        | Paz   | Eu-P Ph-P |
| Kermadecgraben                 | 10047            | Witjastief 4                    |                                                        | 1350        | Paz   | AuP PaP   |
| Japangraben                    | 9810             |                                 | * 9624                                                 | 800         | Paz   | Eu-P Pa-P |
| Kurilengraben                  | 9604             | Sonne Deep                      | - 10542 Witjastief 3 (nicht bestätigt) - 09912 - 08534 | 2250        | Paz   | Na-P Pa-P |
| Santa-Cruz-Graben              | 9176             |                                 |                                                        | 400         | Paz   | Au-P Pa-P |
| Neupommern-Bougainville-Graben | 9142             | Planettief                      | - 08320                                                | 900         | Paz   | Au-P Pa-P |
| Yapgraben                      | 8850             |                                 | - 08.597 - 07.875                                      | 560         | Paz   | Ph-P Pa-P |
| Puerto-Rico-Graben             | 8376             | Milwaukeetief                   | - 8310                                                 | 800         | Atl   | NaP Ka-P  |
| San-Christobal-Graben          | 8310             |                                 |                                                        | 400         | Paz   | AuP PaP   |
| Süd-Sandwich-Graben            | 8264             | Meteortief                      | - 8000                                                 | 965         | Atl   | Sa-P Sw-P |
| Palaugraben                    | 8138             |                                 |                                                        | 300         | Paz   | Ph-P Pa-P |
| Atacamagraben                  | 8065             | Spencer-F.-Byrd-Tiefe           | - 7635 Richardstiefe - 7154 Bartholomewtiefe           | 2500        | Paz   | Sa-P Nz-P |
| Aleutengraben                  | 7822             |                                 | - 7658 - 7429                                          | 3200        | Paz   | Na-P Pa-P |
| Romancherinne                  | 7730             |                                 |                                                        | 965         | Atl   | Sa-P Af-P |
| Kaimangraben                   | 7680             |                                 | - 7240                                                 | 965         | Atl   | Na-P Ka-P |
| Neuhebridengraben              | 7570             |                                 |                                                        | 320         | Paz   | Au-P Pa-P |
| Ryūkyū-Graben                  | 7507             |                                 |                                                        | 1040        | Paz   | Eu-P Ph-P |
| Bandagraben                    | 7440             | Webertief                       |                                                        | 240         | Paz   | Eu-P Au-P |
| Phoenixgraben                  | 7315             | Hilgardtief                     |                                                        | 500         | Paz   | Pa-P Fa-B |
| Marshallgraben                 | 7315             |                                 |                                                        | 500         | Paz   | Pa-P Fa-B |
| Sundagraben                    | 7290             |                                 |                                                        | 2250        | Ind   | Eu-P Au-P |
| Diamantina Fracture Zone       | 7100             | Dordrechttief                   |                                                        | 800         | Ind   | Au-P Si-B |
| Mittelamerikagraben            | 6662             |                                 | - 6350                                                 | 2500        | Paz   | Na-P Co-P |
| Fidschigraben                  | 6492             |                                 | - 6150                                                 | 500         | Paz   | Au-P Pa-P |
| Perugraben                     | 6369             |                                 | - 6331 - 6262 (Milne-Edwards-Tief)                     | 1000        | Paz   | Sa-P Nz-P |
| Cedrosgraben                   | 6225             |                                 |                                                        | 500         | paz   | Na-P Pa-P |
| Witjasgraben                   | 6150             |                                 | - 5705                                                 | 1000        | Paz   | Au-P Pa-P |
| Nazaré Canyon                  | 5000             |                                 |                                                        | 230         | Atl   | EuP       |